# Богенбай-батыр (эпос)
«Богенбай-батыр» — казахский исторический эпос XVIII века. Произведение устной казахской литературы о батыре Богенбае, заступнике народа, жившем в 1-й половине XVIII века. Получил распространение под названиями «Богенбай батыр», «Канжыгалы Богенбай» и другими. Исполнители «Богенбай-батыр» — жырау, акыны, жыршы Н. Байматайулы, М. Жадайулы, М. Байбатыров и другие; собиратели — М. Ж. Копеев, Б. Жакыпбаев, Ш. Карибаев, М. Сагимбаев, К. Басылов, Т. Ергалиев и другие. Основная идея эпоса «Богенбай-батыр» — защита Родины. Мужество Богенбая показано в его героических деяниях. Имена героев, участвовавших в исторических событиях, географические названия свидетельствуют о достоверности исторической основы песни. Высокий художественный уровень, красочность языка, содержательная наполненность монологов и диалогов, насыщенность образами и метафорами поставили «Богенбай-батыр» в ряд лучших образцов устной казахской литературы. Произведение содержит ценные исторические сведения, позволяющие воссоздать жизнь казахского народа в XVIII века. В рукописном фонде центральной научной библиотеки НАН РК хранятся 4 варианта эпоса «Богенбай-батыр».